# J. Edwin Ellerbe
James Edwin Ellerbe, född 12 januari 1867 i Sellers i South Carolina, död 24 oktober 1917 i Asheville i North Carolina, var en amerikansk demokratisk politiker. Han var ledamot av USA:s representanthus 1905–1913. Han var bror till William Haselden Ellerbe.
Ellerbe gifte sig 1887 med Nellie Converse Elford. Han utexaminerades samma år från Wofford College och var därefter verksam inom jordbrukssektorn.
Ellerbe efterträdde 1905 Robert B. Scarborough som kongressledamot och efterträddes 1913 av J. Willard Ragsdale.